# Andrena linsleyana
Andrena linsleyana là một loài Hymenoptera trong họ Andrenidae. Loài này được Thorp mô tả khoa học năm 1987.